# Nepalicrepis
Nepalicrepis es un género de insecto coleóptero de la familia Chrysomelidae.

## Especies
Las especies de este género son:
- Nepalicrepis besucheti Scherer, 1989
- Nepalicrepis brunneus Medvedev, 1990
- Nepalicrepis castaneus Gruev, 1990
- Nepalicrepis himalayensis Doberl, 1991
- Nepalicrepis loebli Scherer, 1989
- Nepalicrepis schereri Doberl, 1991
- Nepalicrepis smetanai Scherer, 1989